# Matías Módolo
Matías Fabián Módolo (Morón, 9 de abril de 1987) es un exjugador, profesor de educación física y entrenador de fútbol argentino. Actualmente dirige a Gimnasia y Esgrima de Jujuy.

## Trayectoria

### Como jugador
Nacido en Morón, Buenos Aires, Módolo hizo inferiores en Deportivo Morón y luego en el Club Atlético Independiente y en Racing Club. Tras finalizar su formación, se marchó a jugar a Excursionistas en julio de 2008, y diversos clubes del ascenso. .
En junio de 2010, tras una etapa con el Libertad Gran Mamoré de Bolivia, regresó a su país de origen tras incorporarse a Estudiantes de Buenos Aires. Posteriormente representó a Midland y Deportivo Laferrere antes de retirarse con este último a los 27 años.

### Como entrenador
Luego de retirarse, Módolo comenzó a entrenar en un centro de fútbol llamado CIFA (Centro Integral del Futbolista Argentino).Luego trabajó en una academia del FC Barcelona en Luján antes de convertirse en entrenador del Club Atlético Trocha en 2015.
En septiembre de 2017, fue nombrado entrenador de Centro Español junto con Sergio Orsini.En agosto de 2021, dejaron su cargo en el club de Villa Sarmiento.
El 17 de agosto de 2021, Módolo fue confirmado como técnico de Midland.Luego de un empate ante Liniers, abandonó su puesto en abril de 2023.
En septiembre de 2023, fue anunciado como entrenador del Deportivo Riestra y reemplazó a Walter Marchesi.Debutó el 2 de octubre con una victoria por 3-0 sobre Aldosivi, y se mantuvo invicto en lo que restaba de la temporada.En diciembre, logró el ascenso a la Primera División con el club tras derrotar a Deportivo Maipú en la final del Torneo Reducido.El 7 de febrero de 2024, fue relevado de sus funciones luego de vencer a Comunicaciones por Copa Argentina.
El 31 de marzo de 2024, fue oficializado como entrenador de Gimnasia y Esgrima de Jujuy.

## Clubes

### Como jugador
| Club                 | País      | Año       |
| -------------------- | --------- | --------- |
| Excursionistas       | Argentina | 2008      |
| Libertad Gran Mamoré | Bolivia   | 2009      |
| Estudiantes (BA)     | Argentina | 2010-2011 |
| Midland              | Argentina | 2011-2012 |
| Deportivo Laferrere  | Argentina | 2012-2014 |

### Como entrenador
| Club                   | País      | Año           | PJ  | PG | PE | PP | GF  | GC | DG  | EF%    |
| ---------------------- | --------- | ------------- | --- | -- | -- | -- | --- | -- | --- | ------ |
| Club Atlético Trocha   | Argentina | 2015-2017     |     |    |    |    |     |    |     |        |
| Centro Español         | Argentina | 2017-2021     |     |    |    |    |     |    |     |        |
| Midland                | Argentina | 2021-2023     | 51  | 22 | 15 | 14 | 74  | 55 | +19 | 52.94% |
| Deportivo Riestra      | Argentina | 2023-2024     | 13  | 8  | 3  | 2  | 14  | 5  | +9  | 69.23% |
| Gimnasia y Esgrima (J) | Argentina | 2024-presente | 55  | 27 | 17 | 13 | 56  | 32 | +24 | 57.31% |
| Total                  | Total     | Total         | 121 | 57 | 35 | 29 | 143 | 91 | +52 | 56.75% |

## Palmarés

### Como entrenador

#### Otros logros
| Logro                      | Club              | País      | Año  |
| -------------------------- | ----------------- | --------- | ---- |
| Ascenso a Primera División | Deportivo Riestra | Argentina | 2023 |